# Archidiacre d'Oxford
L'Archidiacre d'Oxford est un vicaire épiscopal de l'Église d'Angleterre exerçant son activité dans le diocèse d'Oxford. L'encadrement du clergé et l'entretien des bâtiments ecclésiastiques sur son archidiaconé font partie de ses fonctions.

## Histoire
Le premier archidiacre d'Oxford est répertorié dans le diocèse de Lincoln avant 1092, à peu près à l'époque où les archidiacres ont été nommés pour la première fois dans toute l'Angleterre. Il est l'un des huit archidiacres nommés par l'évêque, avec l'archidiacre de Lincoln (en), de Huntingdon (en), de Northampton (en), de Leicester (en), de Buckingham (en), de Bedford (en) et de Stow (en).
Lors de la réorganisation henricienne (en), l'archidiaconé est transféré au diocèse d'Oxford nouvellement érigé en 1546. Le 1er mars 2014, l'archidiaconé d'Oxford est scindé pour créer le nouvel archidiaconé de Dorchester, l'archidiaconé d'Oxford ne comprend plus que la ville d'Oxford elle-même, le reste du comté d'Oxfordshire faisant désormais partie de l'archidiaconé de Dorchester. L'archidiacre d'Oxford reste chanoine résident de Christchurch et joue un rôle important dans l'ensemble du diocèse d'Oxford, par exemple en tant que conseiller interconfessionnel.

## Liste des archidiacres
| - avant 1092–? : Alfred (premier archidiacre) - avant 1112–après 1151 : Gautier d'Oxford (en) - avant 1151–1173 : Robert Foliot (en) - avant 1176–1183 : Gautier de Coutances - vers 1184–1196 : Jean de Coutances (également doyen de Rouen à partir de 1188) - avant 1197–après 1208 : Gautier Map (élu évêque d'Hereford en 1199 et évêque de St David's en 1203) - avant 1212–1221 : Jean de Tynemouth (en) - avant 1221–1221 : Matthew Stratton (devenu archidiacre de Buckingham (en)) - avant 1222 – février 1236 : Adam de Sancto Edmundo - avant 1237–1240 : Roger Weseham (en) - avant 1240–après 1249 : Jean de Sancto Egidio - avant 1250–après 1252 : Richard de Gravesend (en) - vers 1254–après 1258 : Robert de Mariscis (en) - avant 1259–1263 : Henri de Sandwich (en) - avant 1263–après 1272 : Richard de Mepham (auparavant archidiacre de Stafford (en) ; devenu doyen de Lincoln) - avant 1273–1274 : Jean de Maidenstan (auparavant archidiacre de Bedford (en) ; devenu doyen de Lincoln) - avant novembre 1274–avant 1277 : W. - avant 1278–1280 : Nicolas de Hegham - avant 1284–après 1284 : archidiacre inconnu ; peut-être Simon de Gand. - avant 1284–1297 : Simon de Gand (en) - 1297–1298 : Pontius de Salino - avant 1298–après 1299 : Amédée de Savoie - 15 février 1298 – 5 novembre 1303 : Guillaume de Sardene - 10 décembre 1303–avant 1313 : Gilbert Segrave - 12 mars 1313 – 20 décembre 1356 : Gaillard de La Motte (Cardinal-diacre de Santa Lucia in Selci) - avant 1368–30 janvier 1404 : Thomas Southam (devenu archidiacre de Berkshire (en)) - 9 février 1404 – 23 février 1441 : John Southam - avant 1458-avant 1467 : Fulk Birmingham - 2 juillet 1467–avant 1472 : John Boteler - 10 octobre 1472–1482 : Lionel Woodville - 17 avril 1482–1493 : Oliver King (en) - 24 janvier 1493–1504 : Richard Mayew (en) - 15 novembre 1504–avant 1522 : Christopher Urswick, doyen de Windsor jusqu'en 1505 (également archidiacre de Wilts, archidiacre de Norfolk et recteur d'Hackney) - 24 mars 1522–1528 : George Heneage (en) | - 7 octobre 1528–? : Nicholas Wilson (en) - 19 janvier 1535–avant 1543 : Richard Curwen (en) - 1543–10 mai 1561 : Walter Wright (en) Le 26 janvier 1546, l'archidiaconé est transféré au nouveau diocèse d'Oxford. - 1561–après 1592 : John Kennall (en) - 1592–7 juin 1614 : John Drewry (en) - 17 juin 1614–avant 1624 : William Bridges (en) - 1625–2 octobre 1661 : Barten Holyday (en) - juillet 1663–1664 : Thomas Lamplugh - 13 juin 1664–1675 : Thomas Barlow (en) (devenu évêque de Lincoln) - 12 juillet 1675 – 21 juillet 1704 : Timothy Halton (en) - 5 août 1704 – 20 janvier 1707 : Humphrey Hody - 5 février 1707–1715 : Timothy Goodwin (en) (devenu évêque de Kilmore et Ardagh (en)) - 21 mars 1715–1723 : William Baker (en) (devenu évêque de Bangor) - 27 avril 1724–1724 : Robert Cook - 26 août 1724 – 4 juillet 1741 : George Rye (en) - 23 septembre 1741–avant 1767 : John Potter (en) (devenu doyen de Canterbury) - 19 janvier 1767 – 24 mars 1783 : Thomas Randolph (en) - 30 juin 1783 – 30 octobre 1797 : George Turner (en) - 11 novembre 1797 – 4 février 1830 : Phineas Pett (en) - 9 mars 1830 – 24 décembre 1877 : Charles Clerke (en) - 1878–1895 : Edwin Palmer (en) - 1895–1902 : Leslie Randall (en), évêque de Reading (en) - 1903–1921 : Thomas Archer Houblon (en) - 1921–1936 : Edward Shaw (en), assistant de l'évêque - 1936–1952 : Gerald Allen (en) (également assistant de l'évêque jusqu'en 1939 ; évêque de Dorchester (en) à partir de 1939) - 1957–1982 : Carlyle Witton-Davies (en) (également sous-doyen de Christ Church à partir de 1972 - 1982–1997 : Frank Weston (en) (devenu évêque de Knaresborough (en)) - 1998–2005 : John Morrison (en) - 2005–2011 : Julian Hubbard (en), - 2011–2013 : Hedley Ringrose (en), - Judy French (en), assistante de l'archidiacre - 4 mai 2013 – 28 janvier 2020 : Martin Gorick (en) (devenu évêque de Dudley) - depuis le 1er mai 2020 : Jonathan Chaffey (en) |

## Archidiacres de Dorchester
En 2013 et 2014, le diocèse d'Oxford a décidé d'entreprendre certaines modifications pastorales ; le nouvel archidiaconé de Dorchester est créé le 1er mars 2014. Le 19 juin 2014, Judy French (en) est nommée première archidiaconesse de Dorchester ; l'ancien archidiacre Hedley Ringrose (en) en étant l'archidiacre intérimaire depuis 2013. French se retire le 30 septembre 2022. En février 2023, David Tyler est annoncé comme étant le prochain archidiacre de Dorchester; il prend ses fonctions le 18 mars 2023.